# Margaret Bailes
Margaret Bailes, född 23 januari 1951 i Bronx i New York, är en före detta amerikansk friidrottare.
Bailes blev olympisk mästare på 4 x 100 meter vid sommarspelen 1968 i Mexico City.